# Oropallene polaris
Oropallene polaris là một loài nhện biển trong họ Callipallenidae. Loài này thuộc chi Oropallene. Oropallene polaris được miêu tả khoa học năm 1963 bởi Hedgpeth.